# Wiktor Cariow
Wiktor Grigoriewicz Cariow (ros. Виктор Григорьевич Царёв, ur. 2 czerwca 1931 w Moskwie, zm. 2 stycznia 2017) – rosyjski piłkarz występujący na pozycjach obrońcy i pomocnika, reprezentant Związku Radzieckiego, trener piłkarski.

## Kariera piłkarska
Wychowanek Dynama Moskwa, w którym grał przez większą część kariery zawodniczej z przerwą na lata 1952–1953, kiedy odbywał służbę wojskową i występował w drużynie piłkarskiej w Kalininie. Jako zawodnik Dynama zdobył 4 tytuły Mistrza ZSRR (1955, 1957, 1959, 1963). W latach 1958–1963 12 razy wystąpił w zespole reprezentacyjnym ZSRR. Uczestniczył w mistrzostwach świata w 1958 w Szwecji. Był również rezerwowym na turnieju mistrzostw Europy w 1960. Karierę piłkarską zakończył w 1966.

## Kariera trenera i działacza
Przez wiele lat pracował jako trener i działacz piłkarski, związany głównie z moskiewskim Dynamem, w którym pełnił różne stanowiska, od członka sztabu szkoleniowego do przewodniczącego rady dyrektorów klubu. Działał również w stowarzyszeniu sportowym „Dynamo” jako główny trener sekcji piłki nożnej i hokeja. Współpracował z reprezentacją jako drugi trener i selekcjoner drużyny juniorów, z którą w 1976 zdobył Mistrzostwo Europy.
- 1967-68 –  reprezentacja Związku Radzieckiego, drugi trener
- 1968-72 –  Dinamo Moskwa, główny trener w szkole piłkarskiej
- 1973-75 –  Dinamo Moskwa, drugi trener
- 1975-79 –  Dinamo Moskwa, dyrektor szkoły piłkarskiej
- 1976-76 –  reprezentacja juniorów Związku Radzieckiego
- 1979-79 –  Dinamo Moskwa
- 1979-79 –  „Dynamo”, główny trener sekcji piłki nożnej i hokeja
- 1980-82 –  Dinamo Moskwa, dyrektor szkoły piłkarskiej
- 1981-81 –  reprezentacja juniorów Związku Radzieckiego
- 1983-85 –  „Dynamo”, główny trener sekcji piłki nożnej i hokeja
- od 1985 –  Dinamo Moskwa, dyrektor szkoły piłkarskiej